# La Tête d'un homme
Pour le film de Julien Duvivier, voir La Tête d'un homme (film).
La Tête d'un homme est un roman policier de Georges Simenon écrit en février 1931 et publié en septembre 1931. C'est le cinquième roman faisant partie de la série des Maigret.
Le roman se déroule à Paris (principalement le bar de la Coupole, au
carrefour Montparnasse), à Saint-Cloud et à Nandy (village proche de Morsang-sur-Seine), dans les années 1930. L’enquête dure environ une semaine, durant la seconde quinzaine d’octobre.

## Résumé
Le 7 juillet, à Saint-Cloud, Mme Henderson, riche veuve américaine, et sa femme de chambre ont été assassinées. La police a rapidement arrêté Joseph Heurtin, livreur, qui a laissé des traces flagrantes de son meurtre. Reconnu sain d'esprit, bien que limité intellectuellement, Heurtin a été condamné à mort le 2 octobre. 
Or, pour Maigret, Heurtin est fou ou innocent. Pour le sauver, le commissaire, sûr de lui, obtient des autorités judiciaires qu'une chance d'évasion lui soit offerte. Pendant la nuit du 15 au 16 octobre, Heurtin s'évade donc du quartier de surveillance renforcée de la Santé et est suivi par la police. Cette filature aboutit à la Coupole, où Maigret se trouve plongé dans la faune internationale du carrefour Montparnasse et où il repère particulièrement William Crosby, neveu de la victime, et Jean Radek, étudiant en médecine tchèque. Quel lien peut exister entre Heurtin, Crosby et Radek ? Ce dernier, surtout, intrigue Maigret : ne déclare-t-il pas au commissaire que la police n'a pas l'intelligence suffisante pour résoudre cette énigme ?
Le problème semble se compliquer lorsque Crosby se suicide dans le domicile de Mme Henderson. Patiemment, Maigret suit la trace de Radek. Celui-ci apprécie manifestement d'être suivi par le commissaire ; il s'ingénie à lui montrer qu'il sait tout et qu'il méprise les autres (faire des filles se battre pour des billets à une boite de nuit, payer une vieille dame pour qu'elle chante et danse en public) ; il se doute que Maigret le croit coupable, mais il pense qu'on ne pourra jamais trouver des preuves contre lui. Pourtant Radek va trop loin en essayant de provoquer la mort de la femme et de la maitresse de Crosby ; Maigret le prend en flagrant délit. 
Radek s'effondre et avoue : il avait appris que Crosby souhaitait la mort de sa tante dont il devait hériter ; l'étudiant lui avait proposé, contre récompense, de la supprimer ; Crosby avait accepté ; le Tchèque avait alors ourdi son plan machiavélique en se servant du faible Heurtin qu'il avait poussé à cambrioler la maison de Mme Henderson la nuit même où lui, Radek, devait tuer l'Américaine. Radek n'a laissé aucune trace, Heurtin en a laissé... De plus, le meurtrier s'était arrangé pour que Crosby et Heurtin ignorent son identité. C'est encore lui qui a provoqué le suicide de Crosby en lui laissant croire que la police savait tout. Radek, se sachant inéluctablement et médicalement condamné, a agi par haine de la société qui a commis l'injustice de ne pas reconnaître sa brillante intelligence. Il sera exécuté en janvier.

## Aspects particuliers du roman
Maigret est confronté à une personnalité au moins égale à la sienne. Le roman s’attache à montrer la psychologie de Radek, le héros intelligent que la société méconnaît. Par besoin d’être reconnu, d’être admiré, il met ses dons au service du mal. Radek est inspiré du personnage de Raskolnikov de Dostoïevski dans Crime et Châtiment.

### Personnages
- Jean Radek, Tchèque. Ancien étudiant en médecine, sans moyens d’existence. Célibataire. 25 ans.
- Mme Henderson, Américaine, veuve, environ 74 ans, la victime
- William Crosby, Américain, neveu de Mme Henderson, marié, la trentaine, seconde victime
- Joseph Heurtin, livreur, 27 ans.
- Edna Reichsberg, Suédoise, fille d'un magnat du papier et maitresse de William Crosby

## Éditions
- Édition originale : Fayard, 1931
- Tout Simenon, tome 16, Omnibus, 2003  (ISBN 978-2-258-06101-9)
- Livre de Poche, n° 14296, 2003  (ISBN 978-2-253-14296-6)
- Tout Maigret, tome 1, Omnibus,  2019  (ISBN 978-2-258-14806-2)

## Adaptations
- La Tête d'un homme, film français de Julien Duvivier, avec Harry Baur, sorti le 18 février 1933.
- Sous le titre The Man of the Eiffel Tower, film américain de Burgess Meredith, avec Charles Laughton, sorti le 8 janvier 1950 (diffusé en 1949 sur la télévision britannique, la toute première apparition du commissaire à la télévision).
- Sous le titre Death in Mind, téléfilm anglais de John Elliot, avec Rupert Davies, diffusé en 1962.
- Sous le titre Una vita in gioco, téléfilm italien avec Gino Cervi, diffusé en 1965.
- La Tête d'un homme (première version, en noir et blanc), téléfilm français de René Lucot, avec Jean Richard, diffusé en 1967.
- Sous le titre Maigret en de ter dood veroordeelde, téléfilm néerlandais avec Jan Teulings, diffusé en 1969
- La Tête d'un homme (seconde version, en couleurs), téléfilm français de Louis Grospierre, avec Jean Richard, diffusé en 1983.
- Diffusé en octobre 1992, Le Prix d'une tête [1], (en russe : Цена головы), réalisé par Nikolaï Serafimovitch Ilinski (ru) avec Vladimir Samoïlov dans le rôle du commissaire Maigret
- La Tête d'un homme, téléfilm français de Juraj Herz, avec Bruno Cremer, diffusé en 1994.

## Source
- Maurice Piron, Michel Lemoine, L'Univers de Simenon, guide des romans et nouvelles (1931-1972) de Georges Simenon, Presses de la Cité, 1983, p. 262-263  (ISBN 978-2-258-01152-6)